# Al Fejeij
Al Fejeij, aussi appelée Al Fjeij ou Al Fjayj (en arabe : الفجيج) est une oasis et une ville située au sud-ouest de la Libye.

## Géographie
Al Fejeij est située à environ 52 km à l'est de Oubari, dans le Fezzan (Sahara libyen).

## Climat
Al Fejeij possède un climat désertique chaud (classification de Köppen BWh) ; la température moyenne annuelle est de 23,3 °C. Au cours de l'année, il n'y a pratiquement aucune précipitation ; la moyenne des précipitations annuelles est de 8 mm.